# M-klasse (mijnenveger)

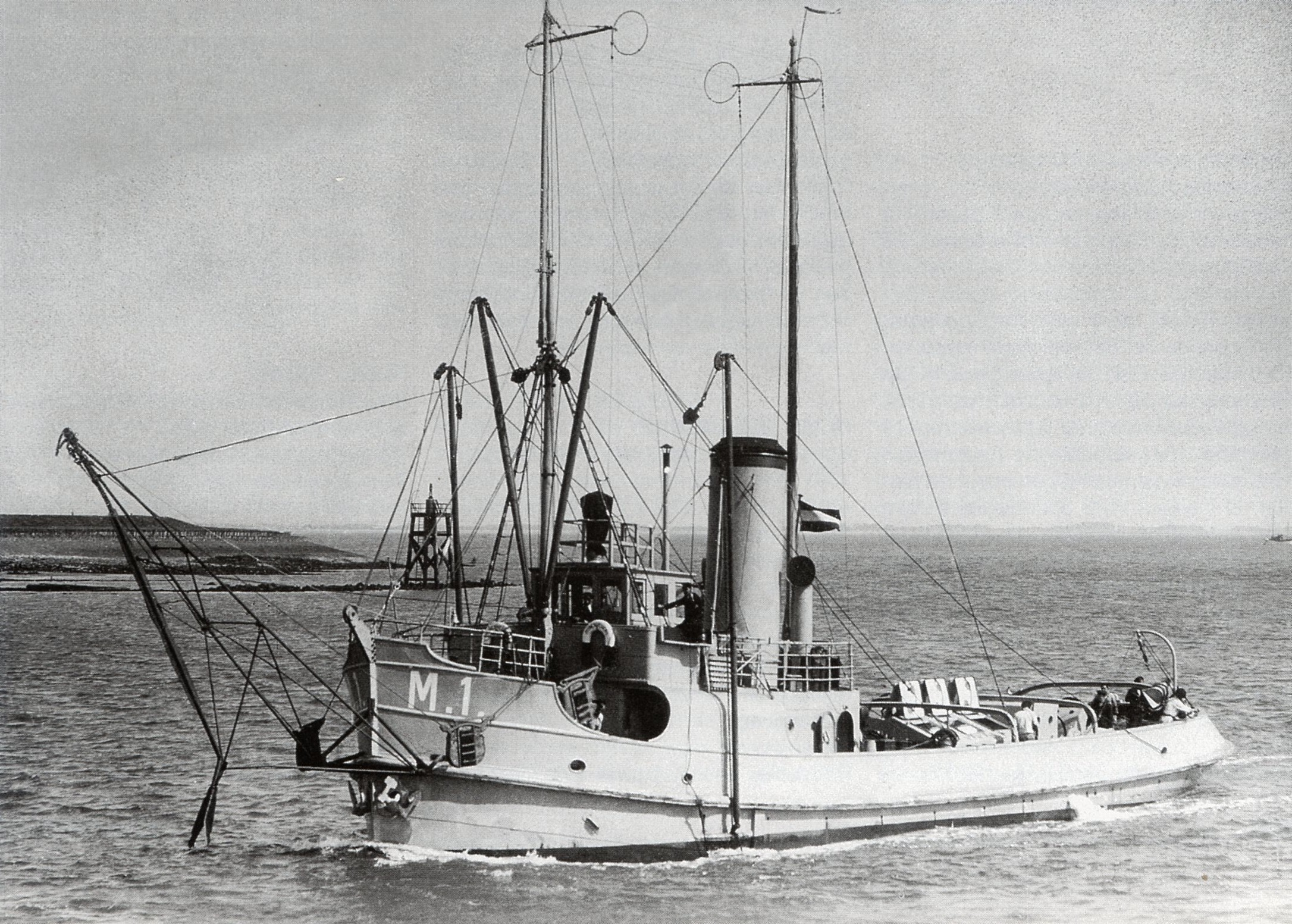
Hr. Ms. M 1

De M-klasse is een serie van vier mijnenvegers bij de Nederlandse marine. De mijnenvegers van de M-klasse waren de eerste mijnenvegers bij de Nederlandse marine. De behoefte aan mijnenvegers bij de Nederlandse marine ontstond na de Eerste Wereldoorlog waarin veelvulldig zeemijnen waren gebruikt. Daarop besloot de Nederlandse marine in 1918 vier sleepboten aan te kopen en om te bouwen tot mijnenvegers.

## Schepen
- Hr. Ms. M 1 (1918 - 1949)
- Hr. Ms. M 2 (1918 - 1940)
- Hr. Ms. M 3 (1918 - 1940)
- Hr. Ms. M 4 (1918 - 1992)

## Technische kenmerken
De M 3 en M 4 hadden dezelfde technische kenmerken omdat deze schepen door dezelfde scheepswerf waren gebouwd. De M 1 en M 2 hadden andere technische kenmerken maar de schepen waren wel vergelijkbaar. De afmetingen van de schepen waren ongeveer 30 x 6,5 x 2,8 meter, de waterverplaatsing was tussen de 238 (M 1) en 300 (M 2)ton. De maximale snelheid lag op 10 knopen. Voor zelfverdediging waren de schepen uitgerust met één 12,7 mm machinegeweer.

## Levensloop
De schepen werden aan het eind van de Eerste Wereldoorlog in dienst genomen en waren alle vier nog in dienst tijdens het uitbreken van de Tweede Wereldoorlog. Geen van de schepen kon uitwijken naar het Verenigd Koninkrijk waardoor er drie in Duitse handen vielen. Na de Tweede Wereldoorlog werden de M 1 en M 4 teruggevonden en als sleepboot in dienst genomen.